# 巴尔西
巴尔西（法語：Barcy，法語發音：[baʁsi] ⓘ）是法国塞纳-马恩省的一个市镇，属于莫城区。

## 地理
巴尔西（49°1'6"N, 2°52'53"E）面积6.95 平方千米，位于法国法蘭西島大區塞纳-马恩省，该省份为法国北部内陆省份，北起瓦兹省，西接埃松省、马恩河谷省、塞纳-圣但尼省和瓦兹河谷省，南至卢瓦雷省，东南接约讷省，东临马恩省和奥布省，东北接埃纳省。
与巴尔西接壤的市镇（或旧市镇、城区）包括：庞沙尔、尚布里、埃特雷皮伊、热夫尔勒沙皮特尔、马西伊、蒙蒂永。

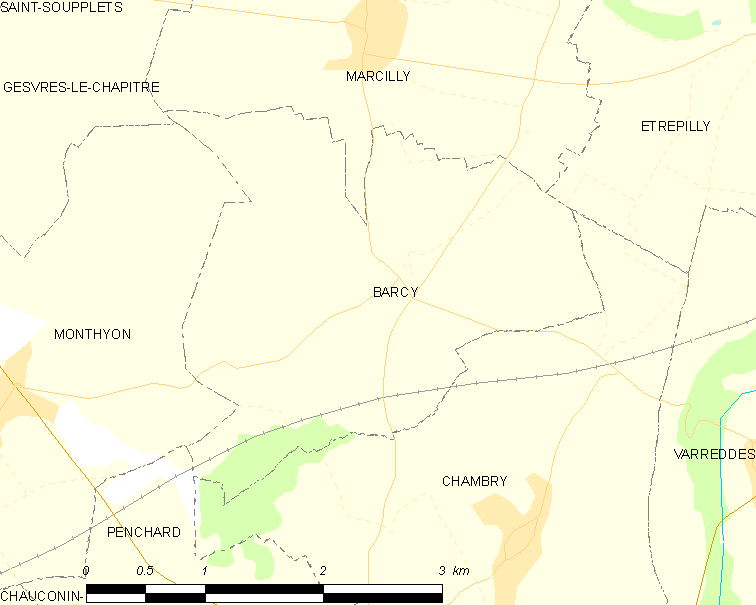
巴尔西的OSM定位图

巴尔西的时区为UTC+01:00、UTC+02:00（夏令时）。

## 行政
巴尔西的邮政编码为77910，INSEE市镇编码为77023。

## 政治
巴尔西所属的省级选区为克莱-苏伊县。

## 人口

1962-2008年间巴尔西人口变化图示

巴尔西于2022年1月1日时的人口数量为375人。